# Dušan Šinigoj
Dušan Šinigoj, slovenski politik, ekonomist in profesor, * 7. november 1933, Dornberk, Kraljevina Italija (danes Slovenija), † 18. avgust 2024.
Od 23. maja 1984 do 16. maja 1990 je bil predsednik Izvršnega sveta Socialistične republike Slovenije. Bil je član Zveze komunistov Slovenije in Stranke demokratične prenove. Pred njim je bil predsednik Janez Zemljarič, nasledil pa ga je Lojze Peterle.

## Življenje
Dušan se je rodil v Dornberku (danes v Mestni občini Nova Gorica) očetu Andreju Šinigoju, kmetu, in materi Zofiji Pavlici, gospodinji. Osnovno šolo je obiskoval v rojstni vasi, gimnazijo je začel obiskovati v Gorici, maturiral je pa na gimnaziji v Novi Gorici leta 1954. Študiral je in diplomiral na Ekonomski fakulteti v Ljubljani leta 1960. Zaposlil se je najprej kot profesor na Ekonomski srednji šoli v Ajdovščini leta 1960, nato je bil predavatelj na šolskem centru za blagovni promet v Novi Gorici med letoma 1961–1963, prav tam pa je bil nato v. d. direktorja in direktor med letoma 1963–1969). Junija 1969 je postal sekretar komiteja občinske konference ZKS v Novi Gorici, štiri leta kasneje (1973) pa je začel delati v Ljubljani kot član izvršnega odbora republiške konference SZDL. Leta 1978 je bil izvoljen za podpredsednika Izvršnega sveta skupščine SRS, v tem svojstvu je junija 1980 postal predsednik komisije SRS za odnose z verskimi skupnostmi. Maja 1984 je postal predsednik Izvršnega sveta skupščine SRS in bil na to mesto po dveh letih (1986) ponovno izvoljen. Ob poglavitnih nalogah in funkcijah, ki jih je poklicno opravljal, pa je bil član cele vrste odborov, komisij itd. Pri tem je svojo pozornost namenjal predvsem šolskim vprašanjem in gospodarski problematiki, zlasti pomemben je bil njegov delež pri uresničevanju določil jugoslovanske in slovenske ustave leta 1974. Tako je sodeloval pri reformi šolskega sistema (usmerjeno izobraževanje), na gospodarskem področju pa je delal v slovenski skupščini, na najrazličnejših političnih in strokovnih zborovanjih in posvetih, z govori je sodeloval pri odprtju gospodarskih naprav, odpiral je mnoge prireditve itd. Posebno zanimanje je kot predsednik slovenske vlade posvečal tudi mednarodnemu sodelovanju, uradno je obiskal Italijo, Avstrijo, Madžarsko, Zvezno republiko Nemčijo, Sovjetsko zvezo, ZDA, Kitajsko, Tajsko, Španijo, Bolgarijo, Švico, ČSSR. Delal je v delovni skupnosti Alpe-Jadran in navezoval vsestranske stike SRS zlasti z deželami Furlanija - Julijska krajina, Koroška in Štajerska. Sestal se je z vrsto svetovnih državnikov (Kohl, Strauß, Nyerere, de Cuéllar, Zijang, Vranitzky, Gorbačov itd.). Postal je predsednik slovenske vlade v času, ko se je jugoslovanska družbena in gospodarska kriza še posebej zaostrila. Kriza je seveda vplivala na način vodenja slovenske vlade, ki je pod njegovim vodstvom iskala pota, kako bi izšla iz nastalega položaja..
V času pred slovensko osamosvojitvijo je bil kot predsednik izvršnega sveta en izmed vodij projekta razoroževanja Teritorialne obrambe v Sloveniji. Po prvih demokratičnih volitvah se je umaknil iz politike. Do leta 1993, ko se je upokojil, je bil direktor Komercialne banke Nova Gorica.
Pokopali so ga z vojaškimi častmi.